# Dicranomyia vulgata
Dicranomyia vulgata là một loài ruồi trong họ Limoniidae. Chúng phân bố ở miền Tân bắc.